# Ortiz (paroisse civile)
Pour les articles homonymes, voir Ortiz.
Ortiz est l'une des quatre paroisses civiles de la municipalité d'Ortiz dans l'État de Guárico au Venezuela. Sa capitale est Ortiz, chef-lieu de la municipalité.

## Géographie

### Démographie
Hormis sa capitale Ortiz, chef-lieu de la municipalité, la paroisse civile comporte plusieurs localités, dont :
- Dos Caminos
- El Corozo
- La Cuesta
- Mata Mayor
- Ortiz
- Tigüigüe
- Veladero